# Dassault Aviation
«Dassault Aviation» (фр. вимова: [daˈso], укр. «Дассо́ Авіасьйо́н») — французька авіакосмічна компанія, виробник військових, регіональних і бізнес-літаків, дочірня компанія Dassault Group.

## Історія
Компанію в 1930 році заснував Марсель Блох, як Société des Avions Marcel Bloch або «MB».
Після другої світової війни Марсель Блох змінив ім'я на Марсель Дассо (Marcel Dassault), і компанія була перейменована 20 грудня 1947 в Avions Marcel Dassault.
У 1971 році, після придбання компанії Breguet, була сформована Avions Marcel Dassault-Breguet Aviation (AMD-BA).
У 1990 році компанія була перейменована в Dassault Aviation.

## Акціонери
- Dassault Group (62,17%)
- EADS (9,93%)
- Dassault Aviation (0,46%)
- Приватні інвестори (27,44%)

## Моделі літаків, які випускалися раніше і випускаються нині

### Військові
- MD 315 Flamant, 1947
- MD 450 Ouragan, 1951
- MD 452 Mystère II, 1952
- MD 453 Mystère III, 1952
- MD 454 Mystère IV, 1952
- MD 550 Mirage, 1955
- Super Mystère, 1955
- Mirage III, 1956,
- Mirage IIIV (1965—1966)
- Étendard II, 1956
- Étendard IV, 1956
- MD 410 Spirale, 1960
- Mirage IV, 1960
- Balzac, 1962

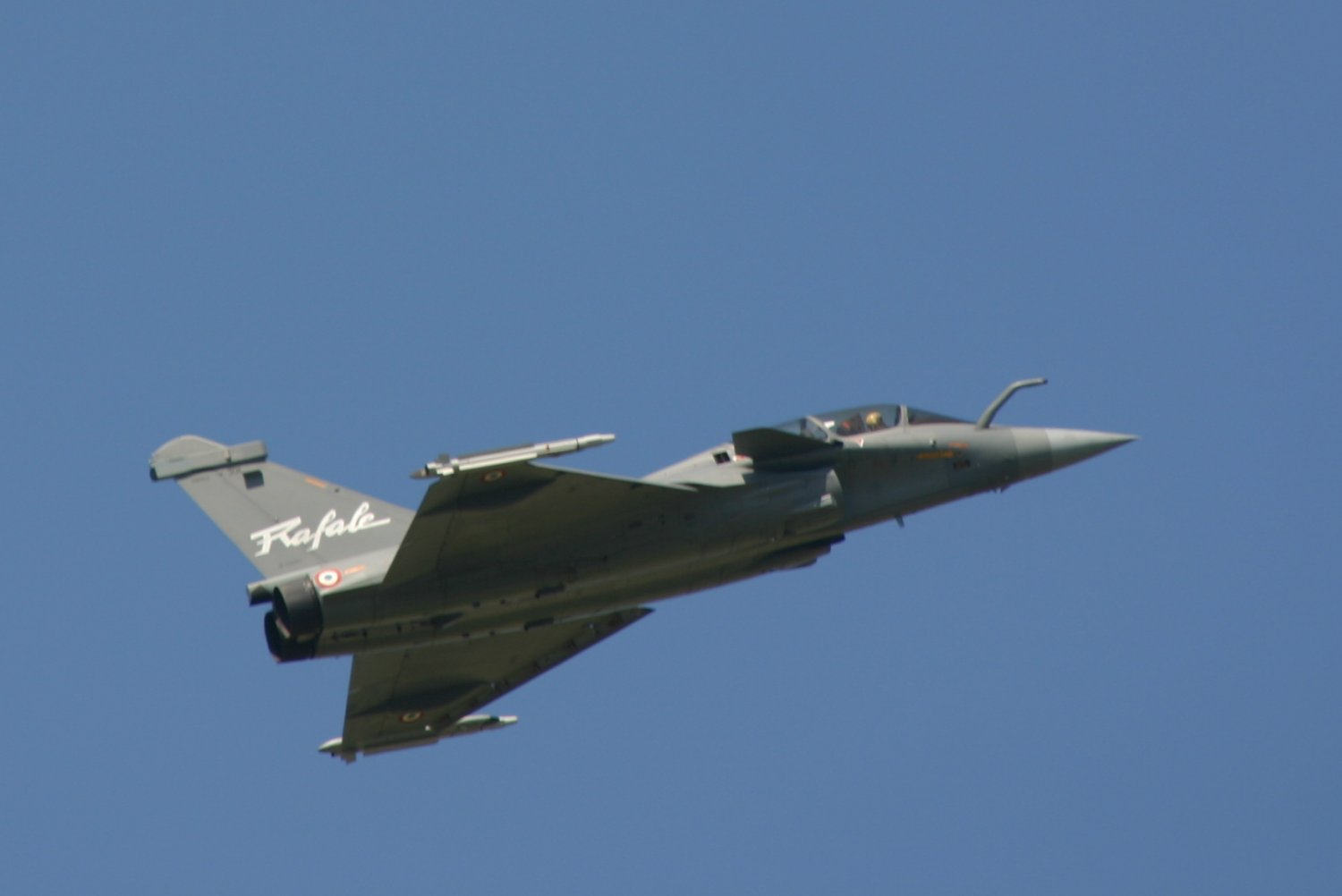
Dassault Rafale. Випущений 1980 року і зараз на озброєнні у Військово-морських сил Франції (Marine Nationale) та Військово-повітряних силах Франції (Armée de l'Air)

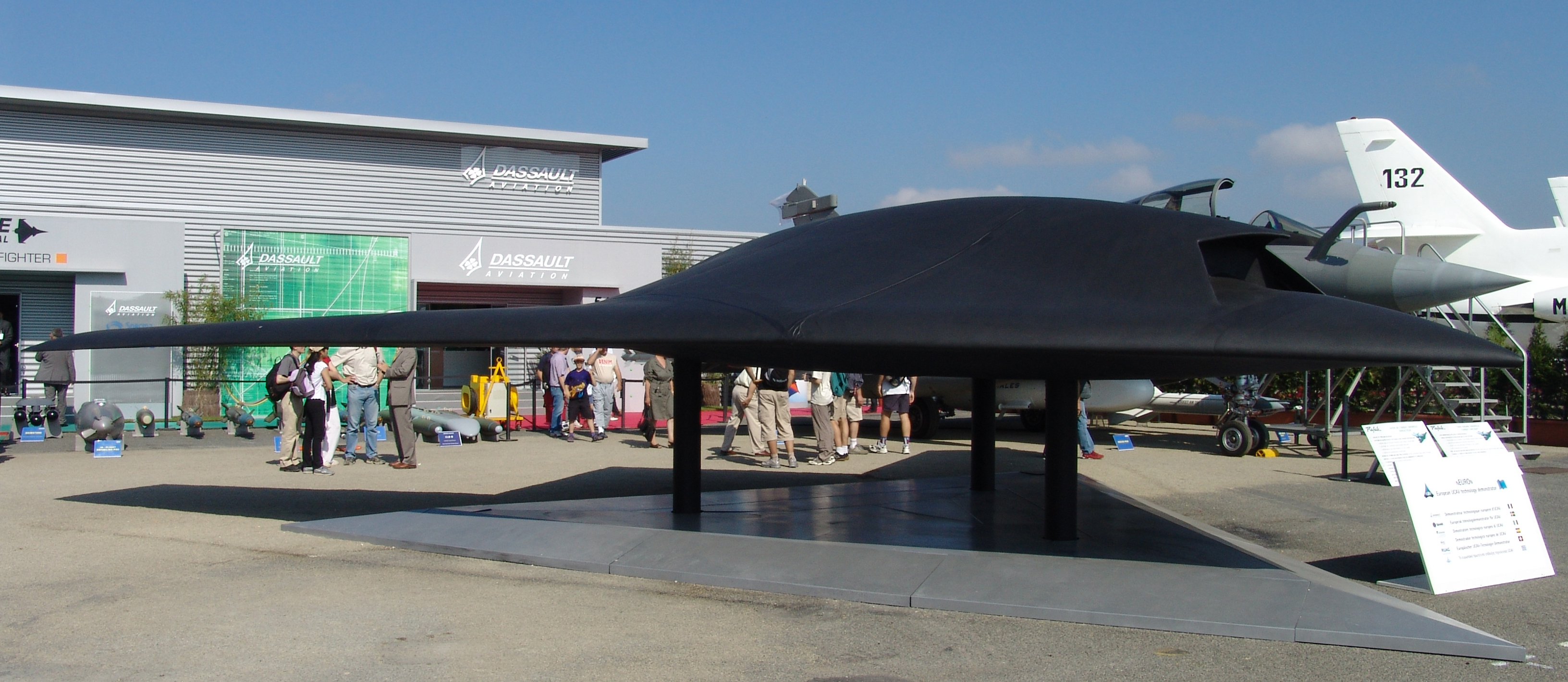
Повний макет «стелс» бойового дрона Dassault nEUROn, «European UCAV technology demonstrator» на Paris Air Show 2005.

- Atlantique (ATL 1, originally a Breguet product), 1965
- Mirage F1, 1966
- Mirage 5, 1967
- Mirage G, 1967
- Milan, 1968
- Mirage G-4/G-8, 1971
- Alpha Jet, 1973
- Jaguar
- Super Étendard, 1974
- Falcon Guardian 01, 1977
- Mirage 2000, 1978
- Mirage 2000N/2000D 1986
- Mirage 4000, 1979
- Mirage 50, 1979
- Falcon Guardian, 1981
- Atlantique 2 (ATL 2), 1982
- Mirage III NG, 1982
- Rafale, 1986
- nEUROn, expected 2011

### Цивільні

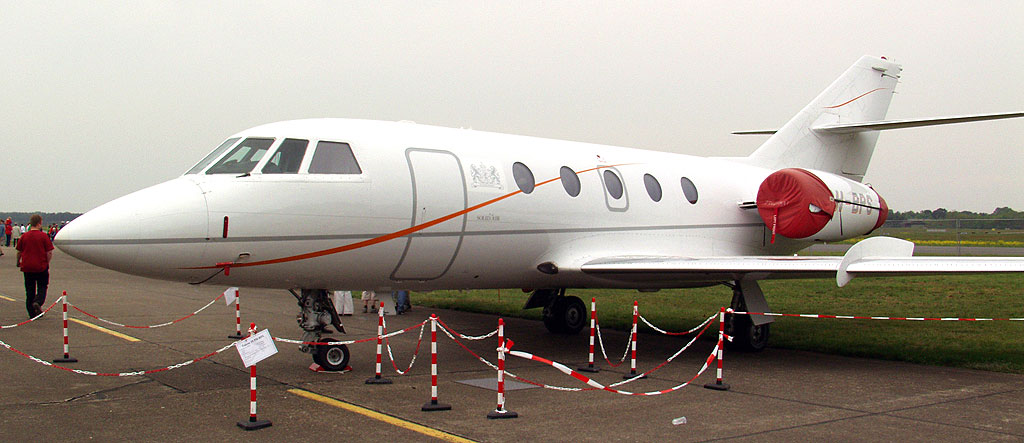
Dassault Falcon (Mystere) 20F-5

- Falcon family
  - Falcon 10 (Falcon 100)
  - Falcon 20 (Falcon 200)
  - Falcon 30
  - Falcon 50
  - Falcon 900
  - Falcon 2000
  - Falcon 7X
- Dassault M.D.320 Hirondelle
- Dassault Mystere 30
- Mercure
- Dassault Communauté